# La Dehesa (La Palma)
La Dehesa es una localidad del municipio de Santa Cruz de La Palma en la isla de La Palma, Provincia de Santa Cruz de Tenerife, España.
Se encuentra situada en las medianías del municipio, entre los barrancos de La Madera y El Carmen, limitando con el barrio de Mirca al norte, con el Santuario de La Virgen de Las Nieves al sur y con los barrios capitalinos de La Encarnación y El Planto hacia la costa. La parte alta del barrio se conoce por Miraflores, tradicional zona de frutales que hoy alberga la ciudad deportiva insular. La Parte baja está dividida en las entidades de Lomo del Centro, Llano Grande y la Cuesta del Llano de La Cruz. Por este lugar, la Virgen de Las Nieves inicia su descenso hacia Santa Cruz durante las Fiestas de La Bajada de la Virgen.

## Demografía
| 2000 | 2001 | 2002 | 2003 | 2004 | 2005 | 2006 | 2007 | 2008 | 2009 | 2010 |
| ---- | ---- | ---- | ---- | ---- | ---- | ---- | ---- | ---- | ---- | ---- |
| 663  | 640  | 626  | 611  | 594  | 583  | 567  | 554  | 548  | 533  | 556  |